# Thaeides goleta
Thaeides goleta is een vlinder uit de familie van de Lycaenidae. De wetenschappelijke naam van de soort werd als Thecla goleta in 1877 gepubliceerd door William Chapman Hewitson.

## Synoniemen
- Solanorum rusticum Le Crom & Johnson, 1993